# Санкт-Пауль-им-Лафантталь
Санкт-Пауль-им-Лафантталь, Санкт-Пауль-им-Лавантталь (нем. Sankt Paul im Lavanttal) — ярмарочная община (нем. Marktgemeinde) в Австрии, в федеральной земле Каринтия. 
Входит в состав округа Вольфсберг.  Население составляет 3615 человек (на 31 декабря 2005 года). Занимает площадь 47,32 км². Официальный код  —  2 09 18.

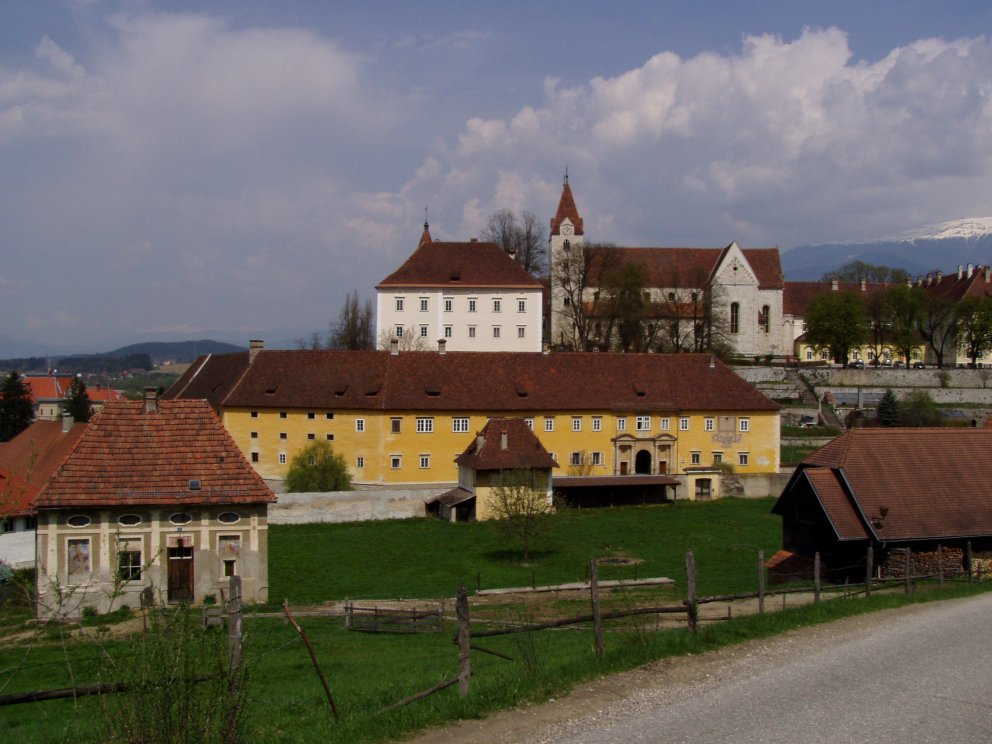
Санкт-Пауль-им-Лафантталь

## Политическая ситуация
Бургомистр общины — Херман Примус (СДПА) по результатам выборов 2003 года.
Совет представителей общины (нем. Gemeinderat) состоит из 23 мест.
Распределение мест:
- СДПА занимает 11 мест;
- Партия «Будущее Санкт-Пауля» (нем. Zukunft St. Paul – Adi Streit, ZAS) занимает 7 мест;
- АПС занимает 3 места;
- АНП занимает 2 мест.

## Другое
В Санкт-Пауле выросла и окончила школу Элизабет Кёстингер (р. 1978) — политик, депутат Европарламента с 2009 года.